# Kościół Wniebowzięcia Najświętszej Marii Panny w Idzikowie
Kościół Wniebowzięcia NMP w Idzikowie – zabytkowy kościół wybudowany w miejscowości Idzików.

## Historia
Kościół parafialny, pierwotnie gotycki, następnie barokowy kościół zbudowany w 1480, potem przebudowany  w XVIII w., kryty dachem dwuspadowym z wieżą zwieńczoną hełmem.